# Прапор святого Патрика
Прапор Святого Патрика являє собою х-подібний червоний хрест на білому тлі (мовою геральдики — червлений хрест на срібному полі). Прапор є символом покровителя Ірландії, Святого Патрика, і одним із символів Ірландії.
В цілому зв'язок даного прапора з стародавньою Ірландією і Святим Патріком є сумнівною. Хрест використовується в ордені Святого Патрика, заснованому в 1783 році королем Георгом III (в честь Конституції 1782 роки), а після Акта про унію Великої Британії та Ірландії представляє Ірландію на прапорі Великої Британії, внаслідок чого його не визнають багато ірландських націоналістів як британський винахід.

## Походження хреста Святого Патрика
Походження хреста ясно не до кінця; згідно з однією з версій, він був просто взятий з герба Фіцджеральдів , згідно з іншою — символіка заснована на хресті Ордена Підв'язки, повернутому на 45 градусів.
Однак, є ряд джерел про використання косого хреста до 1783 року: наприклад, на ірландських монетах, викарбуваних близько 1480 року, є зображення двох щитів з такими хрестами (втім, в цей час Джеральд Фіцджеральд був керуючим в Ірландії, і зображення може бути пов'язано з його гербом) ; на гербі Триніті-коледжу, відомому з 1612 року, є два прапори, на одному з яких є хрест святого Георгія, а на другому — косий червоний хрест, та інші.

## Оскарження права на хрест
Оскільки святий Патрик не є мучеником, деякі автори стверджують, що в нього немає права на власний хрест . Однак існують дані й про інші «хрести і прапори святого Патрика»: стаття 1935 року підтверджує, що справжній прапор святого Патрика — квадратний, і являє собою білий хрест на зеленому тлі з червоним колом. У брошурі 1679 року описується прапор з червоним хрестом на жовтому полі, який в 1688 році згадується як «хрест святого Патрика». У 1914 році відділення ірландських добровольців в Голвеї прийняло аналогічний прапор, так як він «використовувався як ірландський прапор за часів Кромвеля» .
Існує забавна легенда 1690-х років про те, як шотландець та ірландець сперечалися, чи символізує млин хрест Святого Андрія або хрест святого Патрика.